# San Carlos Lake
Der San Carlos Lake oder San Carlos Reservoir ist ein 79 km² großer Stausee in der 7769 km² großen San Carlos Apache Indian Reservation im US-Bundesstaat Arizona. 
Der Stausee hat eine Länge von 37 km und eine Breite von 3 km. Er entstand durch Aufstauung des Gila River durch den Coolidge Dam (⊙) im Jahr 1930. 
Der See wird von Touristen wegen der Schönheit der Landschaft und zum Angeln besucht. 